# Île de Giglio
 (octobre 2023).
Si vous disposez d'ouvrages ou d'articles de référence ou si vous connaissez des sites web de qualité traitant du thème abordé ici, merci de compléter l'article en donnant les références utiles à sa vérifiabilité et en les liant à la section « Notes et références ».
L'île de Giglio (en italien : Isola del Giglio) est une île de l'archipel toscan en mer Tyrrhénienne constituée d'une seule commune italienne de même nom, rattachée à la province de Grosseto en Toscane.
L'île est une des îles méridionales de l'archipel. Son nom ne vient pas du mot italien giglio (« lys »), mais du mot grec αἰγύλιον / aigúlion (« chèvre »), latinisé en igilium, devenu igilio et finalement en italien giglio, une population de chèvres sauvages s'étant développée sur l'île.

## Géographie

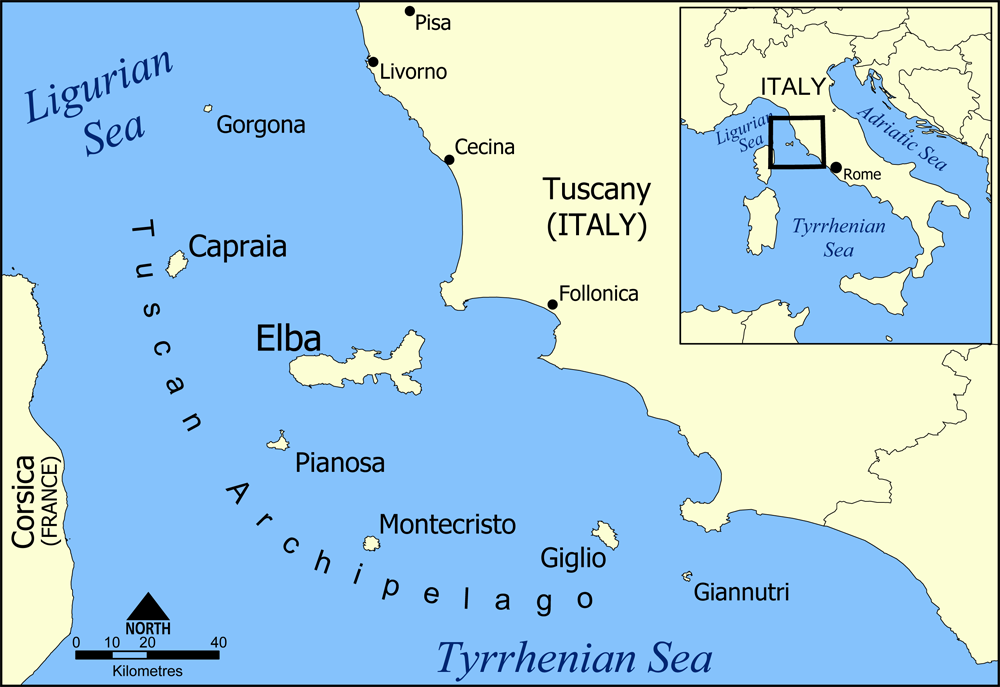
L'archipel toscan.

L'île de Giglio  a une superficie de 23,8 km2. Elle est séparée de la côte toscane et du promontoire de la commune de Monte Argentario par un espace maritime de 16 km de large.
Principalement montagneuse, elle est constituée de granite. Son point culminant est le Poggio della Pagana (496 m). 90 % de sa surface est couverte par de la garrigue alternant avec des forêts de pins. Des domaines viticoles produisent le vin « Ansonaco ».
La côte, de 27 km de long, est constituée de falaises douces et de baies où se trouvent les villages de l'île.
Au nord de l'île se trouvent les trois îlots de Formiche di Grosseto.

## Histoire
L'île a été habitée dès le Néolithique comme l'atteste la découverte de sites (1985 et 1991). Elle est essentiellement granitique. La présence d'obsidienne laisse supposer une importation de matière première brute. L'abondance des céramiques, de l'industrie lithique, des meules, molettes et haches montre que l'établissement devait avoir une certaine importance.
À partir de 800 av. J.-C. les Étrusques exploitent la pyrite.
Sous domination romaine, elle était une base importante dans la mer Tyrrhénienne, citée par Jules César dans La guerre des Gaules et par le poète Rutilius Claudius Namatianus. La présence romaine est attestée par les ruines d'une villa qui était la propriété de Domitius Ahenobarbus.
En 410, fuyant les invasions wisigothes, des populations trouvent refuge sur l'île. À partir de 455, l'île est devenue la propriété de saint Mamiliano, archevêque de Palerme qui fuyait les Vandales.
En 805, l'île est donnée par Charlemagne à l'abbaye Tre Fontane de Rome.
Entre les Xe et XIIe siècles, l'administration de l'île passa entre différentes familles : les Aldobrandeschis, les Caetani, les Orsini, au nom de Florence ou de Pise, puissances qui se disputaient la propriété de l'île. C'est sous la domination de Pise que furent construits le village de Giglio Castello et les murailles qui l'entourent.
Du XIIIe au XVe siècle, l'administration de l'île alterne entre les moines cisterciens de Pise (de 1264 à 1406), des familles de Florence, de Sienne, jusqu'à la protection napolitaine qui, in fine, céda la propriété aux Piccolomini.
En 1558, la famille Piccolomini vend l'île à Éléonore de Tolède, femme de Cosme Ier de Médicis. La gouvernance de Giglio acquiert autonomie et stabilité. Des lois sont promulguées afin de permettre à la population d'être associée à la vie politique de l'île.
En 1534 a lieu la première incursion de Barberousse. En 1544, Barberousse revient et met à sac Giglio et déporte la plupart de ses habitants en Tunisie pour y être vendus comme esclaves. Les chroniqueurs de l'époque évoquent 700 personnes. La famille des Médicis repeuple l'île avec des personnes provenant des environs de Sienne.
Entre 1559 et 1563, de nouvelles attaques par des pirates barbaresques ont lieu, mais cette fois elles sont repoussées. La tour fortifiée (XVIe siècle) de Saraceno est érigée par Ferdinand Ier de Médicis en 1596 afin de protéger les habitants des incursions de pirates. La dernière attaque a eu lieu le 18 novembre 1799.
En 1737, François de Lorraine devient grand-duc de Toscane à la mort de Jean-Gaston de Médicis, à la suite d'un échange territorial en compensation de sa perte des duchés de Lorraine et de Bar. Cet accord, négocié en secret dès 1735 et effectif en 1737, est formalisé par le traité de Vienne et la maison de Lorraine règne de la sorte sur l'île de Giglio.
Durant la période napoléonienne, après l'invasion de la Toscane, l'île de Giglio passe sous administration française sans que celle-ci soit toutefois pleinement effective sur place. Outre la levée de l'impôt, l'administration imposera la conscription et le désarmement des citoyens qui servaient dans la milice grand-ducale de l'île. Cette disposition ne fut jamais effective.
L'unification italienne est le début d'une période de récession du fait de la perte des avantages qui étaient accordés par le grand-duc de Toscane, à savoir absence d'impôt et subventions.
Le début du XXe siècle est marqué par la poursuite du déclin. La propagation du phylloxéra a entrainé l'abandon du vignoble. L'exploitation des carrières de granite et l'ouverture d'une mine de pyrite en 1938 ont permis la création d'emplois, mais qui n'ont pas été suffisants pour stopper le déclin de l'activité économique orientée essentiellement vers l'agriculture. Ce déclin se traduit pour la première fois par un solde migratoire négatif, de nombreux habitants préférant tenter leur chance ailleurs, en particulier en Argentine. Le boom économique de l'après-guerre a permis la découverte de l'île par les premiers vacanciers, mais n'a pas permis de compenser les conséquences liées à la fermeture de la dernière mine de pyrite. C'est la démocratisation du tourisme qui permettra la stabilisation du chiffre de population.
Dans la nuit du 13 au 14 janvier 2012, le paquebot de croisière Costa Concordia, transportant plus de 4 000 passagers, s'échoue sur un récif de la côte est de l'île, à la pointe Gabbianara, à moins de 500 mètres au nord du port de Giglio. La catastrophe fait 32 victimes.

## Monuments et lieux d'intérêt

### Architecture militaire
- Les murailles de Giglio Castello, d'origine médiévale , entourent entièrement le village de Giglio Castello situé sur l'une des plus hautes collines de l'île.
- La Forteresse aldobrandesque, ou Rocca Pisana située à Giglio Castello, a été construite par les Pisans et encore fortifiée par les Aldobrandeschi.
- La Torre del Saraceno d'origine médiévale, à l'extrémité sud de la baie de Giglio Porto.
- La Tour de Campese, à l'extrémité nord de la plage de Giglio Campese, a été construite dans la seconde moitié du XVIe siècle par Cosme Ier de Toscane comme défense contre les Sarrasins, aujourd'hui restaurée, et utilisée comme résidence privée.
- La Torre del Lazzaretto, située le long de la côte est au nord de Giglio Porto, tour de guet du XVIe siècle à la demande de Cosme Ier et ensuite transformée en hôpital. Il abrite actuellement une structure d'hébergement.
- Le Castellare del Giglio (it), une fortification du XVIe siècle aujourd'hui perdue qui se dressait en position dominante sur la colline qui ferme la baie de Giglio Porto au sud et surplombe la Torre del Saraceno.
- Le Forte della Scoperta (it), une structure défensive perdue du XIXe siècle située sur l'île de Giannutri.

### Site archéologique
- Ruines romaines de Giglio Porto[6].
- Villa romaine de Giannutri, sur l'île de Giannutri[7].
- Port romain de Giannutri, sur l'île de Giannutri[8].
- Église de San Pietro Apostolo à Giglio Castello, XVe siècle.
- Église San Giorgio.
- Église des Santi Lorenzo e Mamiliano à Giglio Porto.

### Phare
- Faro delle Vaccarecce (it)
- Phare de Punta Fenaio
- Phare de Capel Rosso

### Aire naturelle
- Parc national de l'archipel toscan créée en 1996.

## Galerie

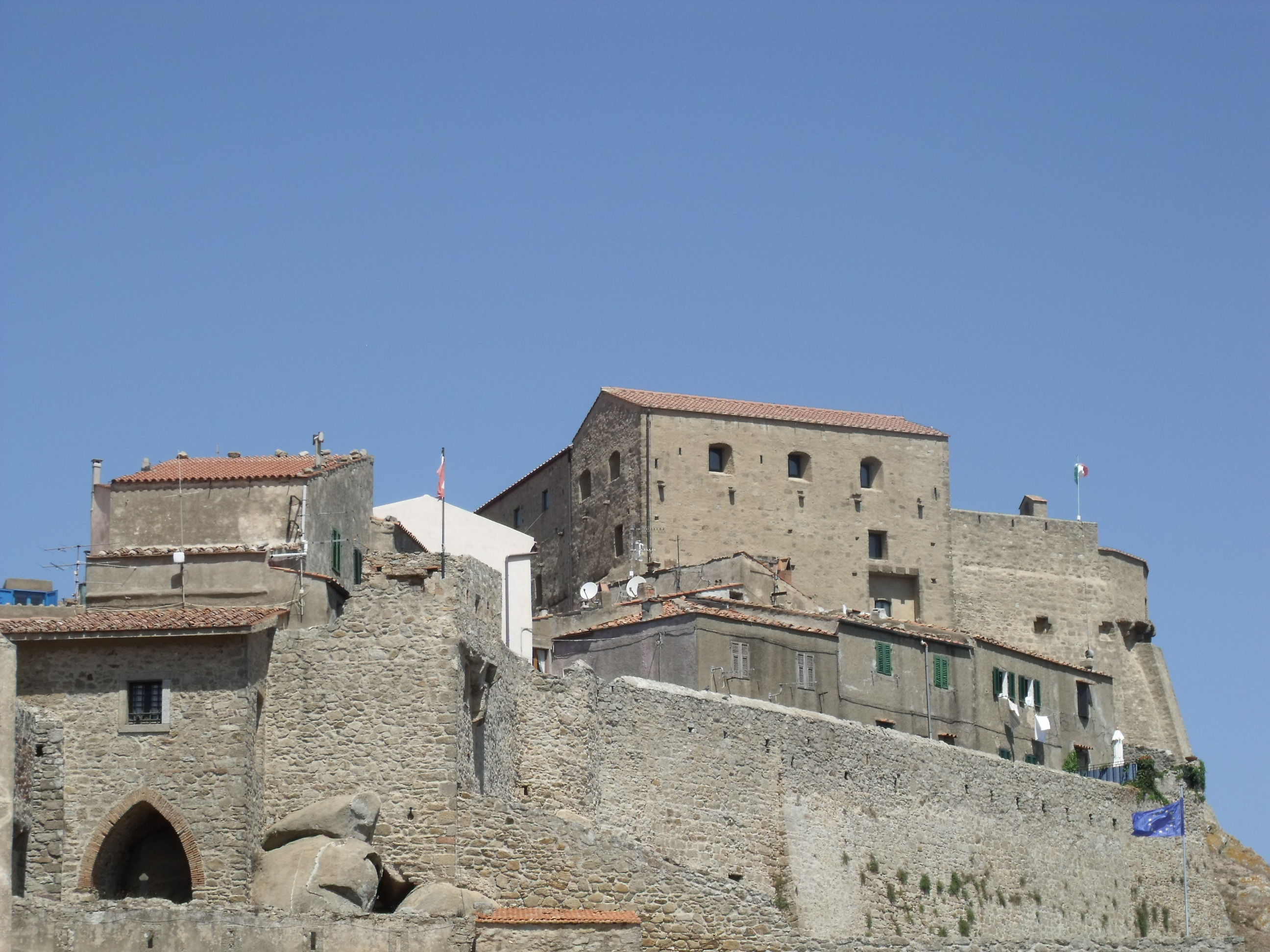
Forteresse aldobrandesque.
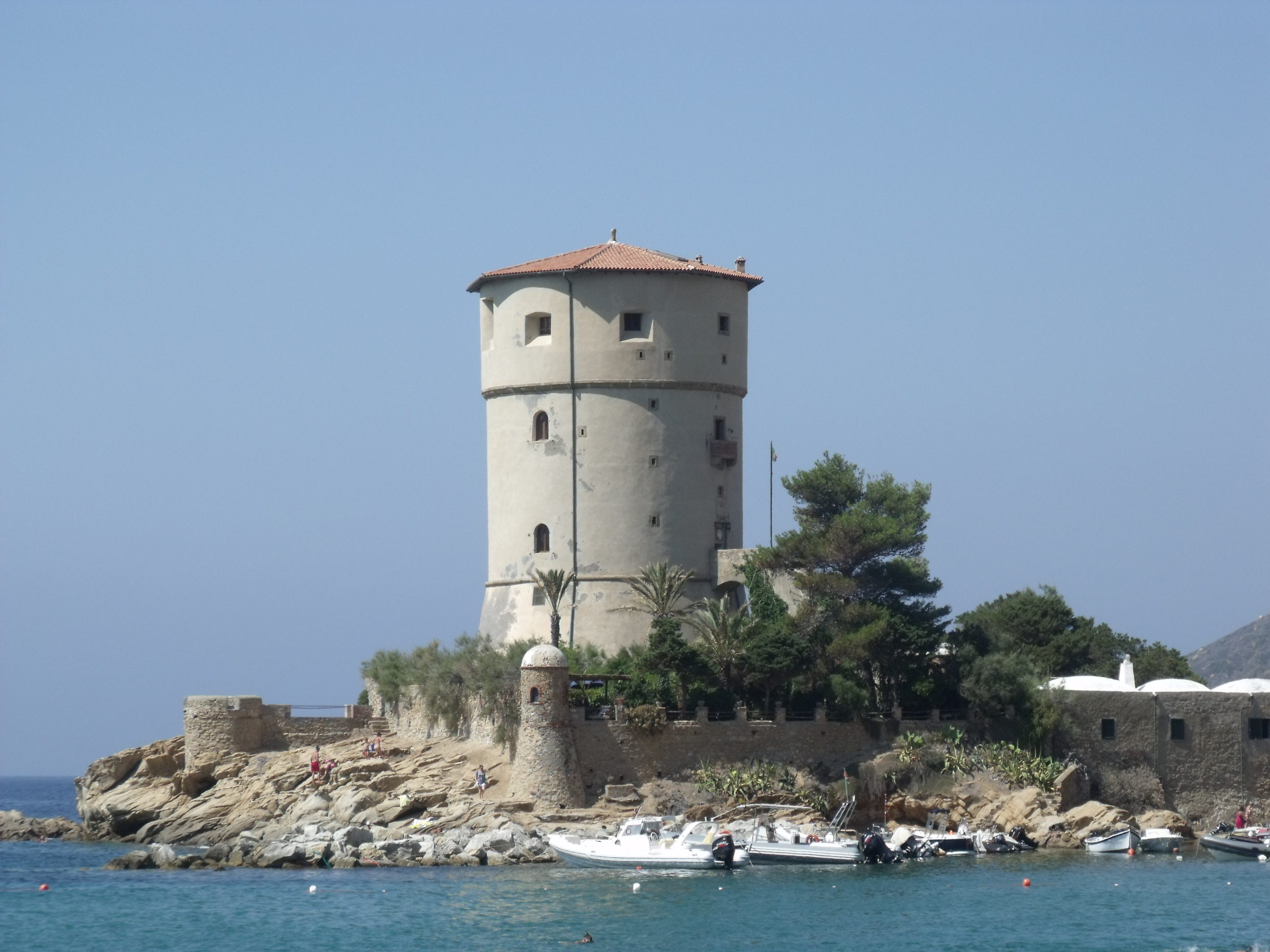
Torre del Campese.
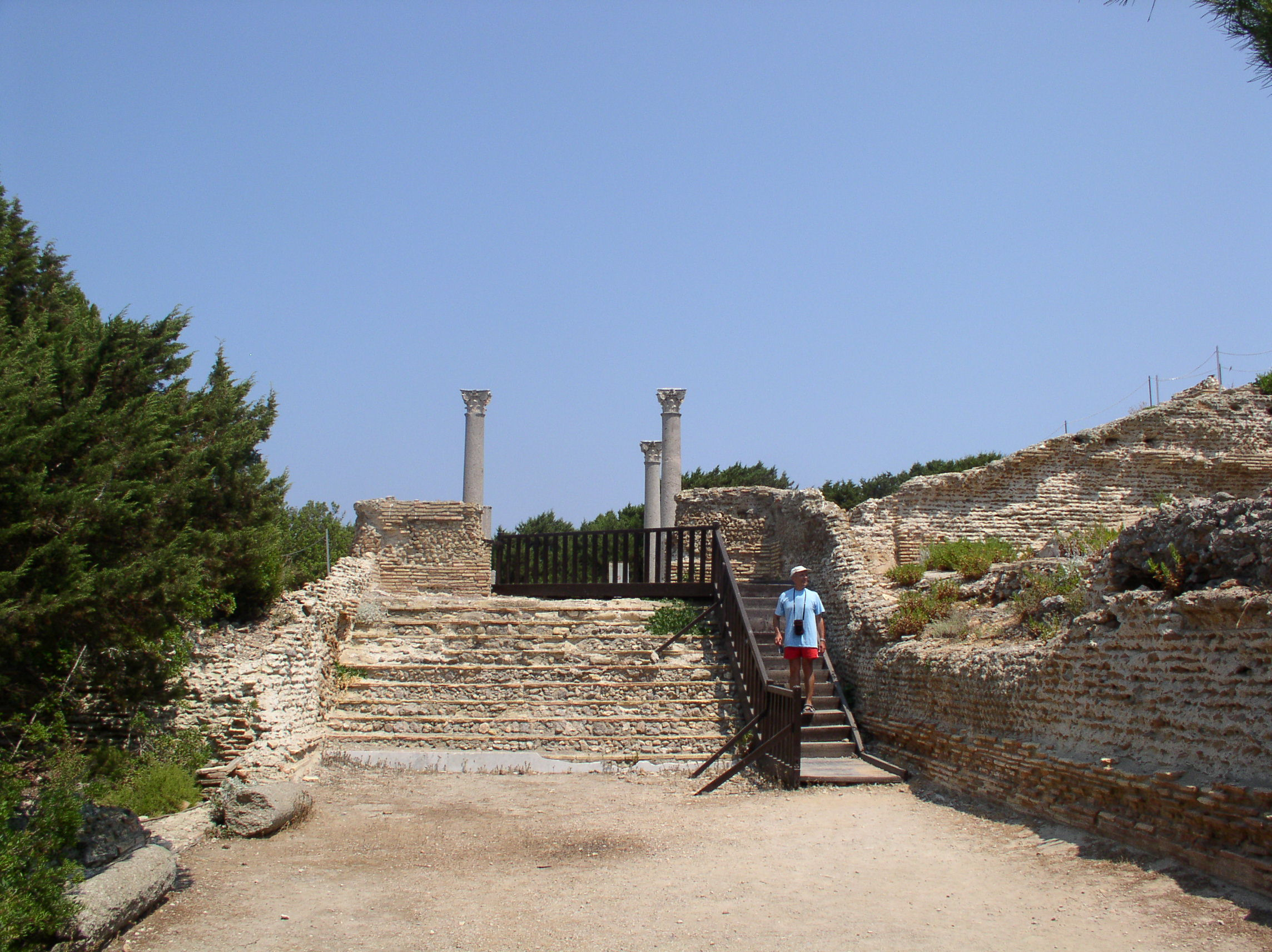
Villa romaine de Giannutri.
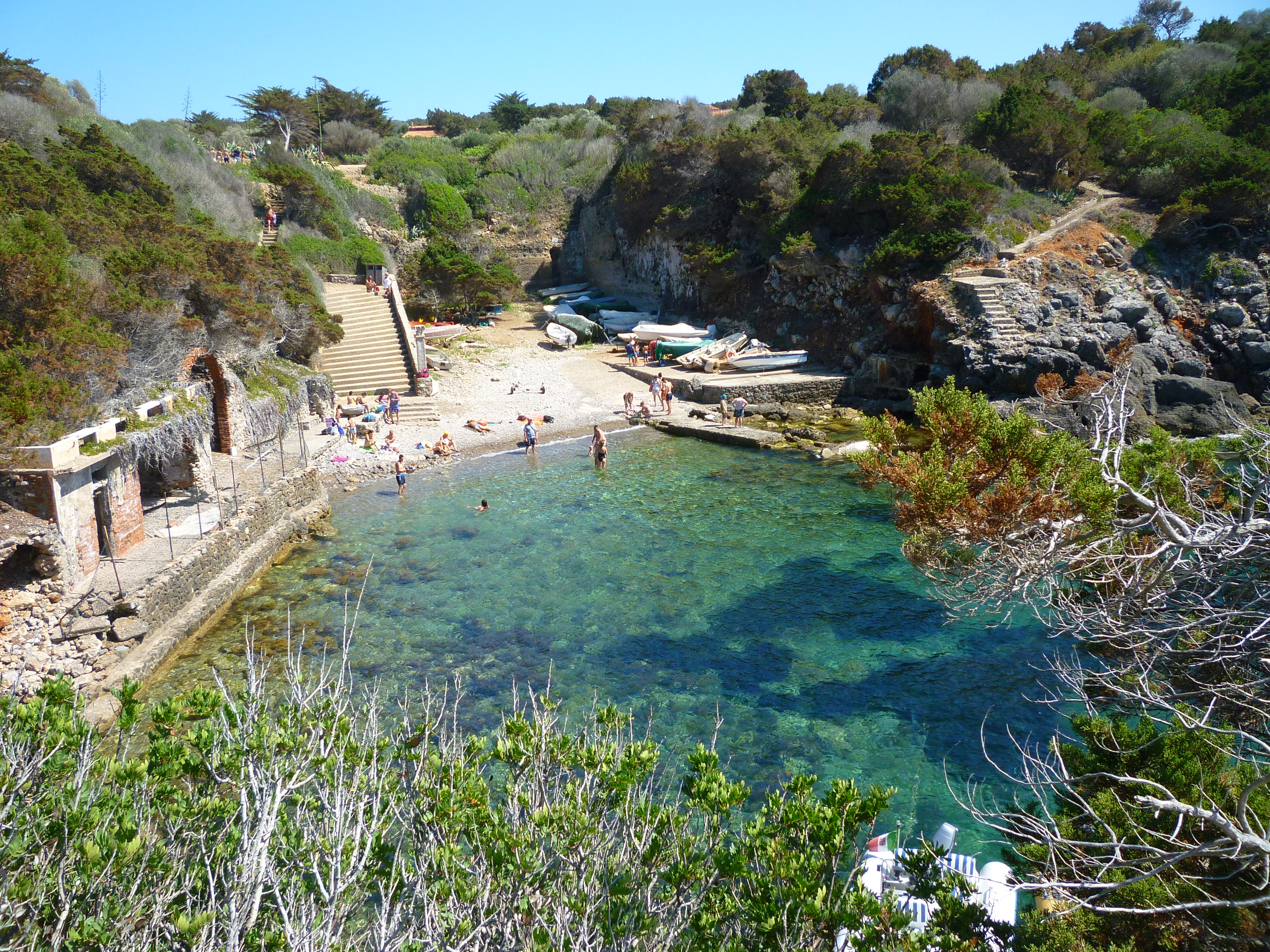
Port romain de Giannutri.

## Flore et faune
L'ancienne végétation qui recouvrait presque entièrement l'île, se caractérisait par un maquis composé de chêne vert, de chêne-liège ainsi que de bruyère arborescente et d'arbousier. Le développement de  l'agriculture et les incendies de forêt ont modifié l'environnement naturel et provoqué la disparition d'une grande partie de cette végétation qui, avec la transition d'une économie agricole au tourisme, est en reconstitution lente.

Dans son ouvrage L'isola del Giglio e la sua flora datant de 1900, S. Sommer, qui a étudié la flore de l'île, note l'absence d'espèce particulière et rapporte que le fait le plus intéressant est la présence sur l'île d'une espèce de moutarde (Sinapis procumbens) seulement reconnue jusqu'ici en Afrique septentrionale.

Dans la seconde moitié du XXe siècle, les pentes du Poggio della Pagana ont été reboisées avec des pins. Jusqu'il y a quelques décennies[Quand ?] presque toute la surface de l'île était occupée par des terrasses réalisées en pierres sèches de granit et qui ont, pour la plupart, été abandonnées et sont peu à peu colonisées par la garrigue d'helichrysum et de ciste. Certaines sont encore cultivées avec de la vigne.

La faune terrestre de l'île n'a pas de grande variété ; elle se limite à des lapins de garenne, à la crocidure des jardins et au mouflon importé récemment. Ce dernier pose un problème : sans prédateurs, cette espèce allochtone s'est multipliée, causant des dégâts aux cultures ainsi qu'aux vignobles et dégradant les murs de soutènement des terrasses.
Enfin, on note la présence du discoglosse sarde (amphibien) et du faucon pèlerin qui niche dans les rochers.

## Économie

### Des origines à nos jours
L'économie de l'île était initialement axée sur la pêche, l'agriculture et l'élevage et l'exploitation de la pyrite.
L'économie de la pêche est née à l'époque romaine à l'initiative de la famille Enobarbi Domizi de l'île de Giglio. Les ruines de la villa romaine, située à Giglio Porto, jouxtent les bassins de pisciculture consacrés à l'élevage de la murène. Après l'époque romaine, les droits de pêche sont le privilège de l'abbaye de Tre Fontane, puis passent à la famille Aldobrandeschi jusqu'au XIIIe siècle. Par la suite, cette activité se démocratisa afin de répondre aux besoins des populations locales.

L'exploitation de la pyrite a cessé en 1962. Un des enjeux de l'économie locale est de maintenir l'attrait de l'île en entretenant son identité. Outre les paysages, les plages et la qualité de vie (limitation de la circulation automobile), les acteurs locaux ont la volonté de maintenir et de réactiver les productions qui avaient fait la renommée de l'île.

Du passé agricole subsistent des productions locales. L'île produit notamment :
- le vin Ansonaco. Il s'agit d'un vin, Denominazione di origine protetta, répondant aux spécifications des produits d'Ansonica Costa dell'Argentario (it) ;
- des olives ;
- des fruits (orange, poire, citron…)

par le biais de sa coopérative agricole, outre le vin cité ci-avant :
- du miel à partir d'une apiculture insulaire. Ce miel a été primé dans le concours international Biomiel[13] ;
- des confitures (cerises sauvages, figues) ;
- de la grappa.

### Redynamiser le secteur agricole
Afin de poursuivre le développement agricole, la coopérative de l'île a en projet de redynamiser le secteur des oliveraies. Afin de fournir un service aux agriculteurs locaux pour les encourager et les aider à produire localement de l'huile d'olive, elle envisage la mise en place de formations liées à la taille des oliviers et la construction d'un petit moulin. Les producteurs de l'île doivent expédier leurs fruits vers des moulins situés sur le continent. Enfin, l'acquisition d'oliveraies à l'abandon devrait permettre l'accroissement de la production.

Par ailleurs, la transformation locale de la production de l'arboriculture fruitière insulaire devrait participer à ce renouveau.

### Le maintien d'une fabrication ancestrale
Le panficato (it), un pain doux et brun dans la composition duquel entrent les figues, le vin, des fruits secs, du miel et du chocolat. Ces deux derniers ingrédients ont été ajoutés plus récemment. Ce pain trouve son origine dans les traditions culinaires des habitants de Sienne. Après le raid de Barberousse, l'île fut repeuplée par la volonté des Medicis par de nouveaux habitants originaires de cette ville. Raison pour laquelle le panficato rappelle le panforte de Sienne.

### Commerce et entreprises
Cette activité doit satisfaire aux besoins d'une population sédentaire relativement peu élevée et à l'afflux saisonnier de touristes dont la durée des séjours est brève. On dénombre un peu moins d'une centaine de commerces de détails, soit un pour quatorze habitants, cette sur-représentativité est le témoin de cette mutation économique. Certaines épiceries, distribuent largement la production artisanale locale (biscuits, huile d'olive, confiture, vin, miel, schiacciatina (it)), y compris par le commerce électronique, et la présence de laboratoires de fabrication fait s'apparenter ces commerces à des delicatessen.
Dans le domaine dédié spécifiquement au tourisme, on trouve des entreprises orientées vers :
- le séjour : en 2010[réf. souhaitée] on dénombre 11 hôtels-restaurants, 24 restaurants, 48 locations saisonnières et 1 camping ;
- le transport maritime : outre les compagnies de ferries, 6 taxi-boats et un loueur de bateaux ;
- la plongée sous-marine, activité de 6 entreprises.

L'île obtient en 2022 le label Meilleurs villages touristiques de l'Organisation mondiale du tourisme.

### Transport

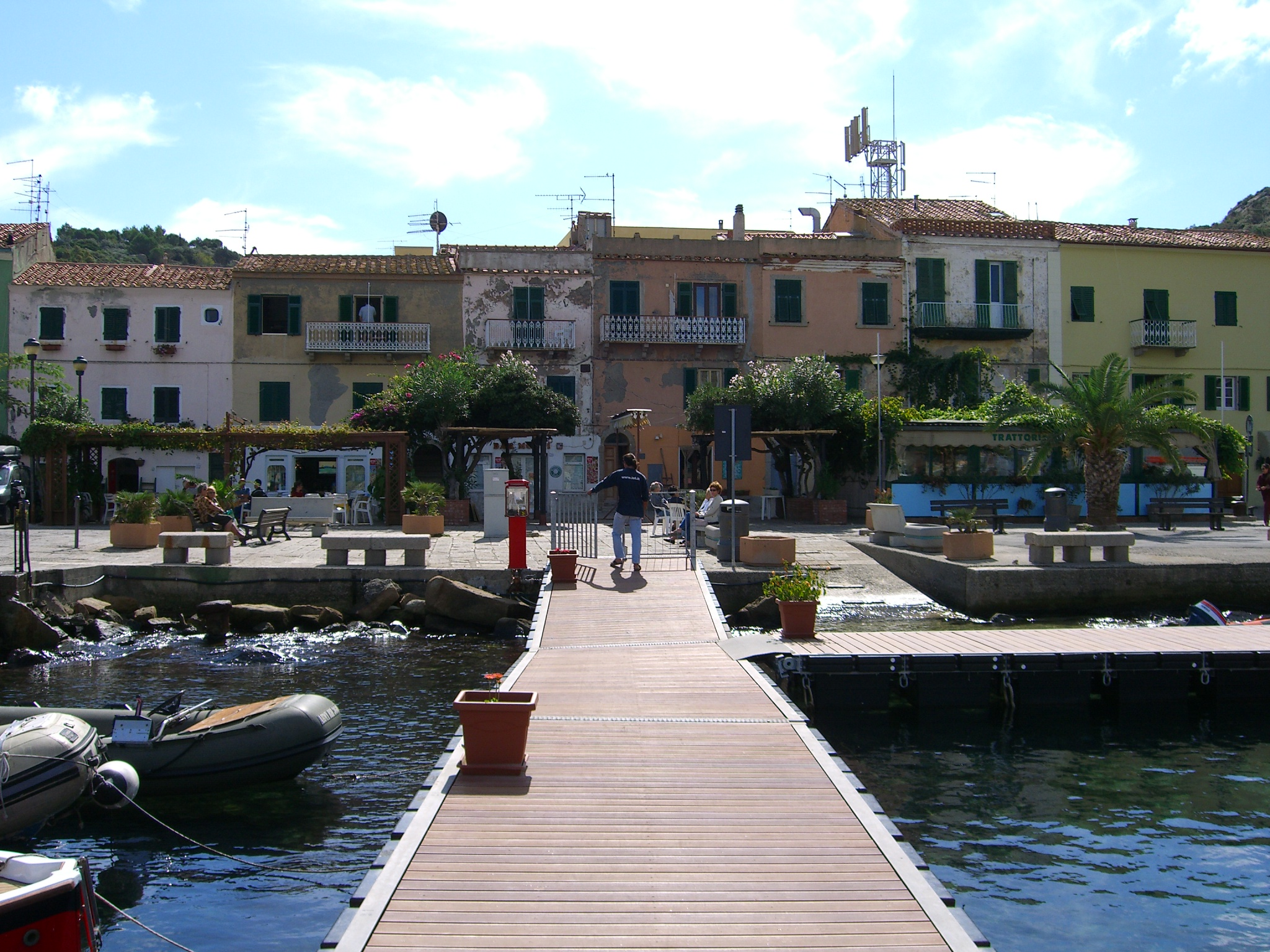
Port de l'île.

#### Bus
Une ligne de bus dessert Giglio Porto - Giglio Castello - Giglio Campese. La liaison entre les deux terminus est d'une demi-heure, 16 départs de chaque terminus sont assurés quotidiennement. Le prix du billet est de 2,00 € (2014).

#### Ferries
Deux compagnies de ferries, assurent la liaison entre Isola del Giglio et Porto Santo Stefano, Monte Argentario sur le continent. La fréquence varie de deux aller-retours quotidiens en basse saison à plus de quinze l'été.

### Impôt sur le revenu
Le revenu moyen en 2005 était de 18 045 euros et 847 personnes ont déclaré un revenu soit environ 60 % de la population.
| Catégorie de revenu     | Nombre d'inscrits |        |
| ----------------------- | ----------------- | ------ |
| moins de 1 000 €        | 8                 | 0,9 %  |
| de 1 000 € à 2 000 €    | 6                 | 0,7 %  |
| de 2 000 € à 3 000 €    | 10                | 1,2 %  |
| de 3 000 € à 4 000 €    | 8                 | 0,9 %  |
| de 4 000 € à 5 000 €    | 15                | 1,8 %  |
| de 5 000 € à 6 000 €    | 13                | 1,5 %  |
| de 6 000 € à 7 500 €    | 24                | 2,8 %  |
| de 7 500 € à 10 000 €   | 103               | 12,2 % |
| de 10 000 € à 15 000 €  | 215               | 25,4 % |
| de 15 000 € à 20 000 €  | 123               | 14,5 % |
| de 20 000 € à 26 000 €  | 136               | 16,1 % |
| de 26 000 € à 33 500 €  | 97                | 11,5 % |
| de 33 500 € à 40 000 €  | 31                | 3,7 %  |
| de 40 000 € à 50 000 €  | 27                | 3,2 %  |
| de 50 000 € à 60 000 €  | 12                | 1,4 %  |
| de 60 000 € à 70 000 €  | 5                 | 0,6 %  |
| de 70 000 € à 100 000 € | 8                 | 0,9 %  |
| plus de 100 000 €       | 6                 | 0,7 %  |

## Administration
| Période                                  | Période   | Identité        | Étiquette               | Qualité                                              |
| ---------------------------------------- | --------- | --------------- | ----------------------- | ---------------------------------------------------- |
| 14 juin 2004                             | juin 2009 | Attilio Brothel | Lista Civica            | Retraité                                             |
| 8 juin 2009                              | En cours  | Sergio Ortelli  | Il Popolo della Libertà | Gestionnaire d'agence pour la fourniture de services |
| Les données manquantes sont à compléter. |           |                 |                         |                                                      |

### Hameaux
Giglio Castello, Giglio Porto et Giglio Campese.

### Communes limitrophes
Le territoire de la commune recouvre toute l'île.
L'île voisine de Giannutri est rattachée administrativement à la commune Isola del Giglio.

### Enseignement
- Jardin d'enfants Eugenio-Efrati à Giglio Porto, qui accueille les enfants jusqu'à 5 ans. Structure privée.

- L'école élémentaire à Giglio Castello accueillant les élèves de 5 à 11 ans. Structure publique.

- Collège à Giglio Porto accueillant les élèves de 11 à 14 ans. Structure publique.

## Démographie

### Évolution démographique
Habitants recensés

### Pyramide des âges
Indice de vieillesse : 297,7 %
| Hommes | Classe d’âge | Femmes |
| ------ | ------------ | ------ |
| 0,00   | 100+         | 0,14   |
| 0,07   | 90-99        | 0,78   |
| 2,41   | 80-89        | 3,75   |
| 6,44   | 70-79        | 6,58   |
| 8,07   | 60-69        | 7,57   |
| 7,29   | 50-59        | 6,37   |
| 6,09   | 40-49        | 6,16   |
| 8,28   | 30-39        | 6,09   |
| 6,37   | 20-29        | 4,81   |
| 3,61   | 10-19        | 3,33   |
| 3,11   | 0-9          | 2,69   |

### Costa Concordia
Le naufrage du Costa Concordia est un accident de paquebot de croisière, survenu en Méditerranée, vendredi 13 janvier 2012, à proximité de l'île.
Alors qu'il navigue beaucoup trop près de la côte sur ordre du capitaine, pour saluer, le bâtiment talonne un récif sur bâbord (côté gauche), la coque est éventrée sous la ligne de flottaison sur plusieurs dizaines de mètres et prend l'eau immédiatement. Les ordres de barre ne peuvent être exécutés puisque les vérins hydrauliques de barre ne sont plus alimentés en électricité. Les safrans sont bloqués à droite. Le navire ira s'échouer sur un rocher après avoir fait demi-tour.
Le bilan définitif s'élève à trente deux morts.
Le 16 septembre 2013, l'épave du bateau est redressée.
Le 23 juillet 2014, le paquebot est remorqué en direction de Gênes, où il arrive dans la nuit du 26 juillet au 27 juillet 2014, pour y être démantelé.